# Princeton (Indiana)
Princeton es una ciudad ubicada en el condado de Gibson en el estado estadounidense de Indiana. En el Censo de 2010 tenía una población de 8.644 habitantes y una densidad poblacional de 657,63 personas por km².

## Geografía
Princeton se encuentra ubicada en las coordenadas 38°21′19″N 87°34′41″O / 38.35528, -87.57806. Según la Oficina del Censo de los Estados Unidos, Princeton tiene una superficie total de 13.14 km², de la cual 13.13 km² corresponden a tierra firme y (0.1%) 0.01 km² es agua.

## Demografía
Según el censo de 2010, había 8.644 personas residiendo en Princeton. La densidad de población era de 657,63 hab./km². De los 8.644 habitantes, Princeton estaba compuesto por el 90.39% blancos, el 4.63% eran afroamericanos, el 0.24% eran amerindios, el 0.68% eran asiáticos, el 0.03% eran isleños del Pacífico, el 1.05% eran de otras razas y el 2.97% pertenecían a dos o más razas. Del total de la población el 2.46% eran hispanos o latinos de cualquier raza.